# Wachtang Blagidse
Wachtang Blagidse (georgisch ვახტანგ ბლაგიძე; * 23. Juli 1954 in Tschotschchati (in der heutigen Munizipalität Lantschchuti), Gurien) ist ein ehemaliger sowjetischer Ringer. Er war Olympiasieger 1980 in Moskau und mehrfacher Welt- und Europameister im Ringen im griechisch-römischen Stil im Fliegengewicht.

## Werdegang
Wachtang Blagidse stammt aus Georgien. Er begann als Jugendlicher mit dem Ringen und wurde nach ersten größeren Erfolgen im Jugendbereich zum Ringerzentrum Tiflis delegiert. Im Jahre 1977 gelang ihm im Alter von erst 20 Jahren der Sieg bei der sowjetischen Meisterschaft im Fliegengewicht. Seit diesem Zeitpunkt gehörte er zur sowjetischen Nationalmannschaft der Ringer im griech.-röm. Stil. 
Im Jahre 1978 wurde Wachtang auch erstmals bei einer internationalen Meisterschaft, der Europameisterschaft in Oslo eingesetzt. Er gewann dort in überlegenem Stil mit sechs Siegen den Europameistertitel. Unter den von ihm besiegten Ringern waren u. a. Rolf Krauß aus Ludwigshafen am Rhein sowie Lajos Rácz aus Ungarn und Nicu Gângă aus Rumänien. Im gleichen Jahr siegte er auch bei der Weltmeisterschaft in Mexiko-Stadt im Fliegengewicht. Auch hier erzielte er die entscheidenden Siege über Rolf Krauß und Nicu Gângă.
Auf nationaler Ebene musste Wachtang in den Jahren 1978 und 1979 feststellen, dass es leichter war Weltmeister zu werden, als sich bei den sowjetischen Meisterschaften im Vorderfeld zu platzieren. Es gelang ihm in beiden Jahren nicht, sich unter die drei ersten Sieger dieser Meisterschaft zu platzieren. Die Folge davon war, dass er im Jahr 1979 bei keinen internationalen Meisterschaften eingesetzt wurde. 
1980 dominierte er aber wieder bei der sowjetischen Meisterschaft. Er ging daraufhin bei der Europameisterschaft, die in Prievidza stattfand, an den Start und gewann erneut mit sechs Siegen den EM-Titel. Zum Höhepunkt der Laufbahn von Wachtang Blagidse wurden dann die Olympischen Spiele 1980 in Moskau. Dort gewann er durch einen sicheren Sieg im Endkampf über Lajos Racz verdientermaßen die Goldmedaille.
Im Jahre 1981 startete Wachtung nur bei der Weltmeisterschaft in Oslo. Infolge einer glücklichen Auslosung reichten ihm dabei drei Siege zum erneuten Gewinn des WM-Titels.
Wachtang Blagidse startete bei insgesamt fünf großen internationalen Meisterschaften. Bei allen diesen Meisterschaften belegte er den ersten Platz. Er bestritt dabei insgesamt 26 Kämpfe, die er alle gewann.
Ab 1982 war er bei keinen internationalen Meisterschaften am Start.

## Internationale Erfolge
(OS = Olympische Spiele, WM = Weltmeisterschaft, EM = Europameisterschaft, GR = griech.-röm. Stil, Fl = Fliegengewicht, Ba = Bantamgewicht, damals bis 52 kg bzw. 57 kg Körpergewicht)
- 1978, 1. Platz, EM in Oslo, GR, Fl, mit Siegen über Rolf Krauß, BRD, Kadri, Albanien, Krum Borisow, Bulgarien, Serhal Karadag, Türkei, Lajos Rácz, Ungarn u. Nicu Gângă, Rumänien;
- 1978, 1. Platz, WM in Mexiko-Stadt, GR, Fl, mit Siegen über Enochi Hiroma, Japan, Marcos Mellan, Kuba, Krum Borisow, Witold Maldachowski, Polen, Rolf Krauß u. Nicu Gângă;
- 1980, 1. Platz, Großer Preis der Bundesrepublik Deutschland in Aschaffenburg, GR, Fl, vor Lajos Rácz, Antonin Jelinek, Tschechoslowakei, Nicu Gângă, Mohamed Falhalla, Ägypten u. Rolf Krauß;
- 1980, 1. Platz, EM in Prievidza, GR, Fl, mit Siegen über Sandor Kovacs, Ungarn, Bjarne Nielsen, Dänemark, Antonin Jelinek, Nicu Gângă, Rolf Krauß u. Mladen Mladenow, Bulgarien;
- 1980, Golgmedaille, OS in Moskau, GR, Fl, mit Siegen über Taisto Halonen, Finnland, Haralambos Holidis, Griechenland, Mladen Mladenow, Antonin Jelinek u. Lajos Rácz;
- 1981, 4. Platz, Turnier in Västerås, GR, Ba, hinter Benni Ljungbeck, Schweden, Asen Milew, Bulgarien u. Hartmut Kohlhaas, DDR u. vor Rolf Krauß u. Hakan Petterssen, Schweden;
- 1981, 1. Platz, WM in Oslo, GR, Fl, mit Siegen über Lubomir Zekow, Bulgarien, Lajos Rácz u. Atsuji Miyahara, Japan;
- 1982, 2. Platz, World-Cup in Budapest, GR, Fl, hinter Atsuji Miyahara u. vor Lajos Rácz, Velim Dogandjinski, Bulgarien, Abu Shama Bakr, Ägypten u. Lewis Dorrance, USA